# Virgil Grissom
Virgil Ivan Grissom (n. 3 aprilie 1926, Mitchell⁠(d), Indiana, SUA – d. 27 ianuarie 1967, Cape Canaveral⁠(d), Florida, SUA) (Lt Col, USAF), cunoscut sub numele de Gus Grissom, a fost unul dintre primii astronauți ai Programului Mercury al NASA, pilot de încercare, inginer mecanic și pilot al United States Air Force. El a fost al doilea american care a zburat în spațiu și primul membru al NASA Astronaut Corps care a zburat în spațiu de două ori.
Grissom a fost ucis, împreună cu colegii astronauți Ed White și Roger Chaffee, în timpul unui test și exercițiu de antrenament desfășurat la 27 ianuarie 1967, pentru misiunea Apollo 1 la baza Cape Kennedy Air Force Station din Florida, atunci când modulul de comandă al rachetei (CM-012) a fost distrus de un incendiu. El a fost primul dintre membrii grupului Mercury Seven care a murit. A fost distins cu Crucea pentru Distincție în Zbor și, post-mortem, cu Medalia de Onoare a Congresului pentru activități spațiale.